# Thalheim
|  | No s'ha de confondre amb Thalheim (Tuttlingen) a Alemanya.. |

Thalheim és un municipi suís del cantó d'Argòvia, situat al districte de Brugg. Té una superfície de 9,91 quilòmetres quadrats, la meitat de la qual —49,9%— s'utilitza amb finalitats agrícoles, com cultius, zones de pastura, horts i vinyes, mentre que un 43.5% són boscos i la resta són edificacions o llacs i rius o rierols.